# Sylwester Janiszewski
Sylwester Janiszewski (Katowice, 24 de enero de 1988) es un ciclista polaco.

## Biografía
Sylwester Janiszewski fue miembro del equipo continental polaco Legia en 2008 y 2009. 
En 2010 se unió al equipo continental profesional CCC Polsat Polkowice. Participó en los campeonatos del mundo en ruta en categoría sub-23 en 2009 en Mendrisio donde tuvo que abandonar la prueba y en los campeonatos del mundo de 2010 en Melbourne (17º en sub-23).
La UCI confirmó que en agosto de 2012 dio positivo por androstatriene y fue castigado con una suspensión de dos años.

## Palmarés
2012
- Memoriał Henryka Łasaka
- Puchar Uzdrowisk Karpackich
- 1 etapa del Dookoła Mazowsza
- 1 etapa del Bałtyk-Karkonosze Tour
- 3.º en el Campeonato de Polonia en Ruta

2015
- 1 etapa de la Szlakiem Grodów Piastowskich

2016
- 3.º en el Campeonato de Polonia en Ruta

2017
- 1 etapa del Bałtyk-Karkonosze Tour

2018
- Carrera de la Solidaridad y de los Campeones Olímpicos, más 2 etapas

2019
- Memoriał im. J. Grundmanna i J. Wizowskiego

2020
- 1 etapa de la Belgrado-Bania Luka
- 1 etapa de la Carrera de la Solidaridad y de los Campeones Olímpicos